# Cardiochiles lucidus
Cardiochiles lucidus är en stekelart som beskrevs av Telenga 1955. Cardiochiles lucidus ingår i släktet Cardiochiles och familjen bracksteklar. Inga underarter finns listade.